# نادي مبومالانجا بلاك أسأت
نادي مبومالانجا بلاك أسأت (بالإنجليزية: Mpumalanga Black Aces F.C.)‏ هو نادي كرة قدم في جنوب أفريقيا تأسس في 1937 يقع في مبومالانجا. يلعب في الدرجة الممتازة.